# Echinocereus longisetus
Echinocereus longisetus (viejito) es una especie endémica de alicoche de la familia Cactaceae que se distribuye en Coahuila y Nuevo León en México. La palabra longisetus es de origen latino y significa «largas cerdas» en referencia a sus espinas.

## Descripción
Tiene crecimiento subarbustivo, ramificando desde la base y formando agrupaciones de hasta 1 m de ancho. Su tallo es más o menos erecto, cilíndrico de 30 a 50 cm de largo y 5 a 8 cm de ancho. Tiene de 11 a 24 costillas, tuberculadas. Las espinas son blancuzcas a pardas a manera de pelos, rectas a curvadas y dirigidas hacia abajo con una longitud de hasta 10 cm, puede tener de 4 a 9. Tiene de 15 a 20 espinas radiales de color blanco y de 2 cm de largo. La flor no se encuentra en el ápice del tallo como en otras especies del género, y puede aparecer incluso en la base del tallo, es funeliforme de color rosado a púrpura de 6 cm de diámetro.

## Distribución y hábitat
Se distribuye en Coahuila y Nuevo León en México. Habita en matorrales xerófilos.

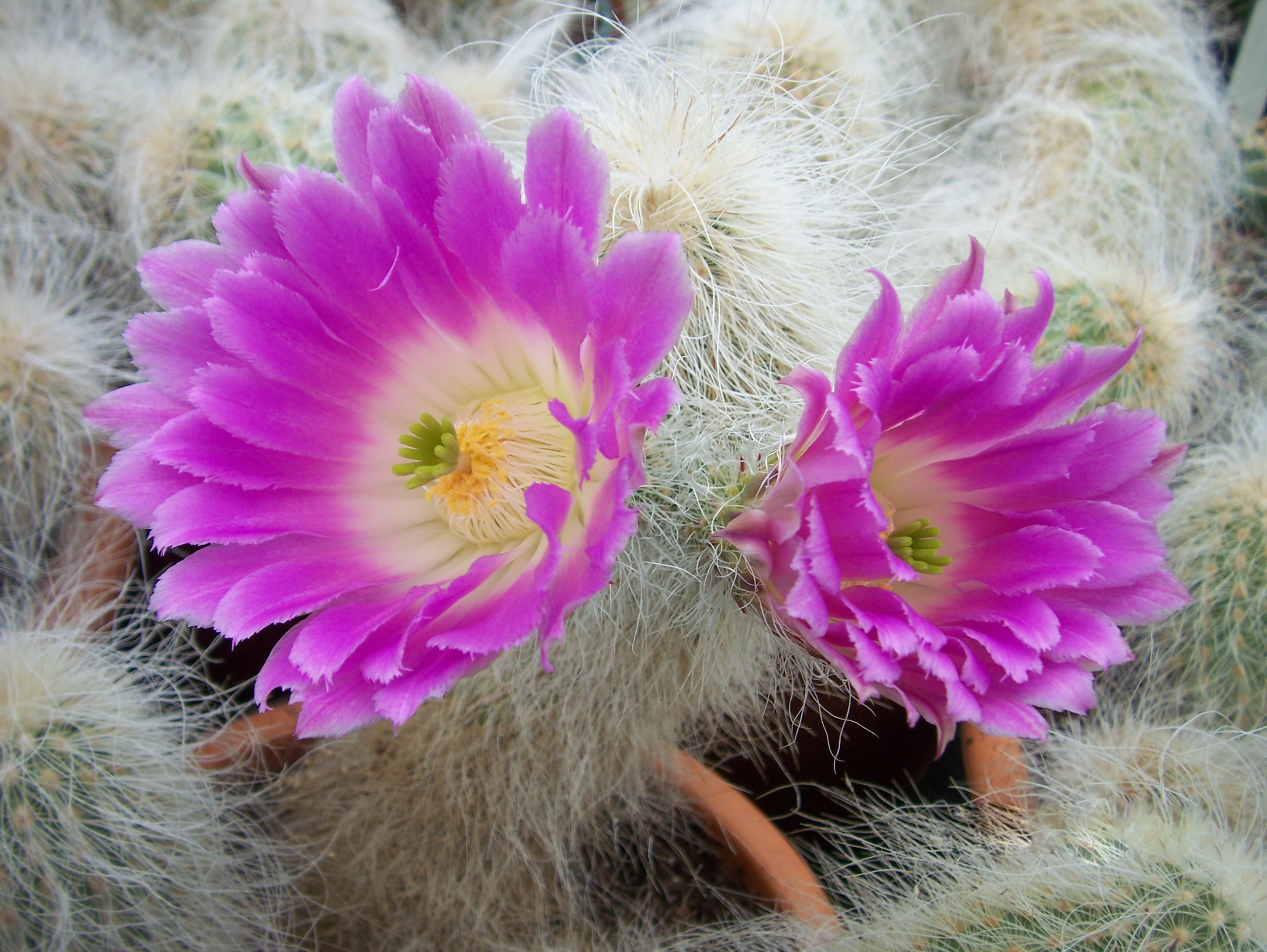
Flor de Echinocereus longisetus

## Usos
Suele ser cultivada y comercializada como planta ornamental.

## Estado de conservación
El área de distribución de la especie es amplia, mayor a 20,000 km² y sus tasas reproductivas suelen ser altas, sin embargo, no se conoce con certeza el estado de conservación de las subespecies. El sobrepastoreo podría representar una amenaza para la especie.
Las tres subespecies se encuentran listadas en la Norma Oficial Mexicana 059-SEMARNAT-2010, freudenbergeri y delaetii como amenazadas (A) y longisetus sujeta a protección especial (Pr).